# Hoang Thanh Trang
Hoang Thanh Trang (Hanoi, 1980. április 25. –) vietnámi származású Európa-bajnok, vietnámi–magyar állampolgárságú sakkozó, nemzetközi nagymester, U20-as női ifjúsági világbajnok, Ázsia női bajnoka, többszörös vietnámi és magyar sakkolimpikon.
Egyike annak a négy magyar női sakkozónak, a Polgár nővérek mellett, aki 2013. novemberben elért 2511 Élő-pontjával átlépte a 2500 pontos határt, és 2016. októberben a világ női sakkozóinak örökranglistáján a 31. helyen állt.

## Pályafutása
A sakkozást apjától kezdte tanulni, négy és fél éves korától foglalkozik ezzel a sportággal. Tízéves volt, amikor családja Magyarországra költözött. Szülei szállodát üzemeltetnek Budapesten és szállodai menedzserként Csang kisasszony is részt vállal a családi vállalkozásból. Budapesten a Corvinus Egyetemen végzett közgazdászként.
1995 óta női nemzetközi nagymester (WGM) és ebben az évben a férfiakkal közös mezőnyben is nemzetközi mesteri címet szerzett. 2007-ben a nagymesteri címet is megszerezte.
1998-ban megnyerte az U-20-as női junior világbajnokságot. 2005-ben a klubcsapatok Európa-bajnokságán az olaszországi Saint Vincent-ben első táblán aranyérmet szerzett 80 százalékos teljesítménnyel.
2000-ben Udaipurban megnyerte Ázsia női egyéni sakkbajnokságát. 2003-ban a Kalkuttában rendezett női Ázsia-bajnokságon a 2. helyen végzett.
2001-ben 9 játszmából 8 ponttal nyerte a világbajnoki zónaversenyt Manilában.
A női egyéni Európa-bajnokságon 2007-ben holtversenyben a 2. (pontértékelés után 4.) helyen végzett, 2013-ban az 1. helyet szerezte meg.
2011-ben megnyerte a Kutaisiban (Grúzia) rendezett női rapidsakk-Európa-bajnokságot.
A sakkolimpiákon:
2018-ig tizenkét sakkolimpián szerepelt. 1994–2002 között öt alkalommal a vietnámi válogatott tagjaként vett részt a sakkolimpiákon, ebben az időszakban legjobb eredménye a 2002-ben elért egyéni 1. hely.
2006–2018 között hét alkalommal a magyar női sakkválogatott 1. táblásaként játszott. A torinói sakkolimpiát 2006-ban a magyar női csapat éltáblásaként veretlenül játszotta végig, és a magyar csapat egyetlen Buchholz-ponttal maradt le a 4. helyről. 2008-ban, a következő olimpián, Drezdában is az élen szerepelt, 11-ből 7 pontot szerzett, és nem rajta múlt, hogy a magyar csapat ekkor csak a 11. helyen végzett. A magyar csapat éltáblása a 2010-es hanti-manszijszki, a 2012-es isztambuli, a 2014-es tromsői, a 2016-os bakui, valamint a 2018-ban Batumiban rendezett olimpián is. 2018-ban egyéni teljesítményérték-eredménye alapján az 1. táblások között ezüstérmet szerzett.
Kontinensbajnokságokon:
Három alkalommal (1995, 1999, 2003) vett részt a vietnámi női válogatott tagjaként Ázsia bajnokságán, ahol csapatban kétszer a 2. helyet szerezték meg, míg egyéniben 1995-ben az 1. helyet szerezte meg.
Három alkalommal vett részt Európa-bajnokságokon a magyar női válogatottban, 2007-ben, 2011-ben és 2013-ban.
FIDE Élő-pontszáma 2423 (2018. október), ezzel Polgár Judit visszavonulása után a legmagasabbra értékelt magyar sakkozónő. Valamennyi magyar sakkozó között az 55., a női világranglistán a 43., amelyen a legjobb helyezése a 9. volt 2006 áprilisában. Eddigi legmagasabb pontszáma 2511 (2013. november).

## Kiemelkedő versenyeredményei
- 3. helyezés: First Saturday nagymesterverseny, Budapest (2001)[14]
- 3. helyezés: Elekes Dezső emlékverseny, Budapest (2001)[15]
- 1–3. helyezés: First Saturday nagymesterverseny, Budapest (2003)[16]
- 3. helyezés: Novotel Accor nagymesterverseny, Budapest (2004)[17]
- 1–3. helyezés: Elekes Dezső emlékverseny, Budapest (2005)[18]
- 3–4. helyezés: First Saturday nagymesterverseny, Budapest (2006)[19]
- 2. helyezés: First Saturday nagymesterverseny, Budapest (2007)[20]
- 1. helyezés: Budapesti Tavaszi Fesztivál (2008)[21]
- 2. helyezés (holtversenyben): Paks Open (2008)[22]
- 2. helyezés: First Saturday nagymesterverseny, Budapest (2010)[23]
- 2. helyezés (holtversenyben): Odisha nagymesterverseny, India (2012))[24]
- 3. helyezés: Hotel Medosz rapidsakk-verseny, Budapest (2013)[25]
- 3. helyezés: Hotel Medosz rapidsakk-verseny, Budapest (2013)[26]

## Díjai, elismerései
- Kispest Sportjáért díj (2012)[27]
- Az év magyar sakkozója (2013, 2018, 2019, 2022)[28][29][30][31]